# Gymnodactylus guttulatus
Gymnodactylus guttulatus — вид геконоподібних ящірок родини Phyllodactylidae. Ендемік Бразилії.

## Поширення і екологія
Gymnodactylus guttulatus є ендеміками гірського масиву Серра-ду-Еспіньясу в штаті Мінас-Жерайс. Зустрічаються в саванах.